# Dicoryphus jeanneli
Dicoryphus jeanneli is een hooiwagen uit de familie Assamiidae.